# Bluff River (vattendrag i Australien, Tasmanien, lat -41,92, long 145,77)
Bluff River är ett vattendrag i Australien. Det ligger i delstaten Tasmanien, i den sydöstra delen av landet, omkring 170 kilometer nordväst om delstatshuvudstaden Hobart.
I omgivningarna runt Bluff River växer i huvudsak städsegrön lövskog. Trakten runt Bluff River är nära nog obefolkad, med mindre än två invånare per kvadratkilometer. Genomsnittlig årsnederbörd är 2 426 millimeter. Den regnigaste månaden är augusti, med i genomsnitt 307 mm nederbörd, och den torraste är februari, med 103 mm nederbörd.